# Josué Le Vasseur
Pour les articles homonymes, voir Levasseur.
Josué Le Vasseur, né en 1620 à Sedan où il est mort le 1er décembre 1672, est un pasteur protestant, professeur à l’Académie de Sedan.

## Biographie
Fils de Philippe Le Vasseur, secrétaire du duc de Bouillon, il suivit ses études à l’Académie de Sedan. Très doué, il étudia avec succès les langues anciennes et la théologie. À l’obtention de ses diplômes, il devint pasteur à Givonne, mais l’Académie ne tarda pas à le rappeler à Sedan pour lui confier la chaire d’hébreu, qu’il occupera de 1646 à 1661. Aux fonctions de pasteur et de professeur d’hébreu, il joignit en 1651 la chaire de grec; son zèle infatigable l’engagea à se charger, en outre, du cours de théologie de 1658 à 1672. Il prit possession de cette dernière chaire le 3 juin, par une thèse inaugurale De justificatione, insérée dans les Theses sedanenses. Il remplaça Pierre Dumoulin au conseil des modérateurs. Le 16 mai 1662, il fut appelé au chevet du maréchal Fabert d’Esternay mourant.
Jusqu’à sa mort, Le Vasseur jouit d’une grande considération. Son caractère modéré, la pureté de ses mœurs et sa piété éclairée lui avaient valu de nombreux amis qui voulurent témoigner leurs regrets avec des obsèques dignes du rang qu’il avait occupé dans l’Église et l’Académie. Le Consistoire en corps et les modérateurs exposèrent son cadavre en public, la face découverte. Il fut conduit au cimetière du faubourg du Rivage avec la plus grande pompe et en plein jour. Trente personnes de marque, professeurs, modérateurs, ministres, anciens proposants, et autres membres de Consistoire marchaient devant le corps, précédé d’un bedeau en habit noir, portant la masse haute. Quarante personnes environ, également en habit noir, marchaient à la suite du corps. Ces honneurs offensèrent les catholiques. L’archevêque de Reims Charles-Maurice Le Tellier se plaint de la « pompe scandaleuse » de la cérémonie à la Cour auprès de son père et de son frère Louvois. Le roi interdit alors les usages conservés de la Principauté de Sedan. Pierre Jurieu lui succéda à la chaire de théologie de l’Académie et comme pasteur, ainsi qu’à Alexander Colville, mort cette année-là, à la chaire d’hébreu.

## Publications
- Deux sermons : sur la premiere aux Corinthiens, Chap. VI, v. 10 & sur le Pseaume LXXXV, v. 9 : prononcés à Sedan, le dernier le 18 février 1660, iour de la publication de la paix audit lieu, Sedan, François Chayer, 1660.
- Deuxième sermon pron. à Sedan le jour de jeusne, sur 1 Cor. 11, 31, Sedan, 1660 .
- Grammatica ebraea breviter et methodice proposita, Sedan, Jean Jannon, 1646.
- Sermon sur l’Apocalypse chap. II. verset X : auec vne exhortation sur la loy, en suite dudit sermon : fait a Sedan pour seruir de cloture au Ieusne qui s’y est celebré le ieudy 25 iour de mars 1660, Sedan, François Chayer, 1660.
- Sermon sur la première Epistre de Saint Paul Apostre aux Corinthiens Chap. 6 vers. 10 .